# 내세포집단
내세포집단(영어: inner cell mass, ICM), 속세포덩이, 배아모세포(영어: embryoblast) 또는 늦뭇모세포(영어: late pluriblast)는 태반이 있는 진수하강 포유류의 배아 발생초기 단계의 관찰되는 세포 덩어리로, 장차 태아로 발달한다.
이 구조는 발달 초기, 배아가 아직 자궁의 자궁내막에 착상되기 이전에 형성된다.
이 내세포집단은 포배강(胞胚腔), 다만 엄밀하게 보면 척추동물의 무양막류(anamniote)와 정확히 대응하는 것이 아니므로 더 정확하게는 배포강(blastocyst cavity) 안에 위치하고 영양막이라고 불리는 한 겹으로 구성된 세포층으로 완전히 둘러싸여 있다.

## 발달

내세포집단과 영양막(trophoblast)을 포함한 주머니배

영양막과 내세포집단의 물리적 및 기능적 분리는 포유류 발달 과정 중 중요한 이벤트 중 하나이다. 이 과정은 배아 단계에서 처음으로 일어나는 세포 계통 분화 (cell lineage specification)이기도 하다.
나팔관에서 수정이 일어나면, 포유류의 배아는 상대적으로 느린 속도로 분열되며 8세포배의 오디배를 형성하게 된다.
세포배의 난할구(blastomere)라고 불리는 각각의 세포는 추가적인 분할(called compaction)을 진행하여 접촉할 수 있는 표면적을 넓히며 그 결과 (polarization of the cells) 약 32세포배의 주머니배를 형성한다.

쥐에서는 12개의 내부 세포가 내세포괴를 구성하고 20–24개의 세포가 주변 영양막을 구성하게 된다.
이러한 구성에는 종간 차이를 보이는 데 소에서는 좀 더 빠른 시기인 9-15개 세포 일 때, 토끼는 32개 세포 까지는 내세포집단(ICM)의 구분이 되지 않는다. 또한 초기 배아에서의 유전자 발현 패턴도 종간 변화를 보인다.
착상(implantation)이 시작되고 배아 발생(embryogenesis)이 되면서 내세포괴(inner cell mass) 와 영양외배엽(Trophectoderm;TE)는 서로 완전히 구분된 세포들로 나뉘어 진다.
영양외배엽 세포는 배아 바깥에서 조직을 형성하며, 배아를 보호하고 보조하는 역할을 한다.
또한 속세포덩이 내로 유체를 전달하여 속세포덩이가 극성을 갖게 하면서 영양외배엽 세포의 한 쪽에 내세포집단(ICM)이 모이도록 한다.
이러한 세포의 이동은 내세포집단을 유체에 노출시켜 아래판, 즉 배엽의 가장 안쪽 층을 형성하게 만든다. 아래판은 주로 조류의 발생 초기 원시선조 형성 이전의 배반엽이 상하 두 층으로 구분되는 시기에서 아래쪽 층을 가리키며, 내배엽과 중배엽의 일부로 발달하고 배아 바깥의 막에도 기여한다. 반면 남아 있는 세포들은 위판을 형성하여 궁극적으로 배아가 제대로 생길 수 있게끔 한다.

## 세포 운명 조절
내세포집단의 다분화능(pluripotent) 세포를 분리하고 남은 주머니배의 나머지 부분은 포유 동물 발달에 필수적이기 때문에, 이 과정에 대한 세포 및 분자 메커니즘을 밝히기 위한 상당한 연구가 수행되었다. 그리고 가장 큰 관심사는 어떤 전사인자와 신호전달물질이 직접적으로 난할구(blastomere)의 우리가 안과 밖의 세포라고 알고 있는 세포들로의 비대칭 분열(asymmetric divisions )을 조절하는지에 있다. 그러나 포유류 태아의 다양성과 조절 기작의 다양성(variability and regulative nature of mammalian embryos)으로 초기 운명을 조절 하는 메커니즘은 불완전한 상태로 남아있다.

전사 수준(At the transcription level)에서는, 전사 인자 Oct4, Nanog, Cdx2 및 Tead4는 모두 초기 마우스 배아에서 내세포집단(ICM) 및 영양외배엽(TE)의 조절에 연관 되어 있다.

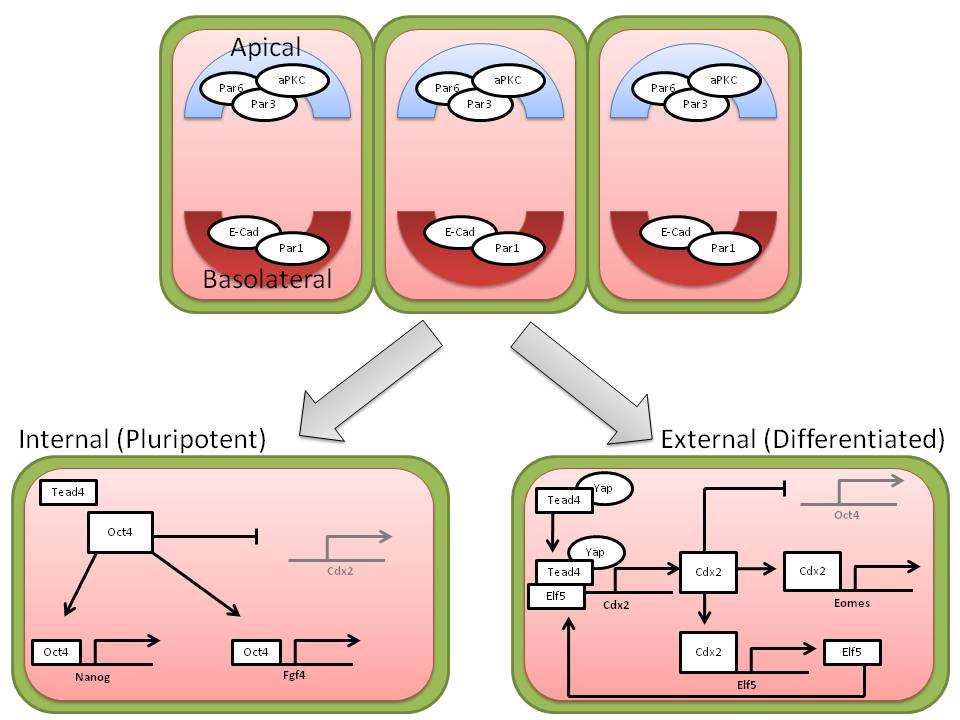
8-16세포 상태에서 이어지는 분화(compaction)을 통해 초기 배아의 정단면(apical), 하측면 (basolateral polarization)이 생긴다. 이 초기 환경의 변화가 안 밖 세포의 전사적 피드백 루프(transcriptional feedback loop)를 만든다. 안쪽 세포는 다능성을 가지게 하는Oct4를 강하게 발현 하고 Cdx2는 억제 한다. 반대로 바깥쪽 세포는 TE로 분화하게 하는 Cdx2를 강하게 발현 하고 Oct4를 억제한다.

- Oct4 : Oct4는 내세포집단(ICM)에서 발현되며 다능성(pluripotentcy)을 유지하는데 필요하다. 내세포집단(ICM)에서 유도 된 마우스 배아 줄기 세포에서도 역시 같은 역할을 한다.[6] Oct4가 없는 세포에서는 in vivo ,in culture 모두 영양외배엽(TE)의 형태적 특징을 가진다. 이에 알려진 Oct4가 조절하는 타겟 유전자는 Fgf4가 있다. 이 유전자는 보통 내세포집단(ICM)에서 분비되는 리간드(ligand,수용체에 결합하는 분자)를 분비하는데 이는 인접한 영양외배엽(TE)의 증식을 유도하는 것으로 알려져 있다.[6]

- Nanog : Nanog 역시 마찬가지로 내세포집단(ICM)에서 발현하고 다능성(pluripotentcy)을 유지하는데 관련되어 있다. 그러나 Oct4와는 달리 Nanog-null 마우스에서는 내세포집단(ICM)이 영양외배엽(TE) 같은 형태적 특징을 보이진 않는다. 그러나 Nanog의 부재는 내세포집단(ICM)이 원시 내배엽을 생성하지 못하게 한다는 것을 보여주었다.[7]

- Cdx2 : Cdx2는 영양외배엽(TE)에서 강하게 발현되며 영양외배엽(TE)를 유지하기 위해 필요하다. Cdx2가 없는 마우스(Cdx2 null mutant)에서는 압축(compaction,분화과정 중 한 단계)을 겪지만 후기 배반시기에는 영양외배엽(TE) 상피의 완전성을 잃는다. 게다가 이 영양외배엽(TE) 세포에서 Oct4의 발현이 이어서 올라가게 된다. 이는 Cdx2가 이 세포들에서는 Oct4의 발현을 억제하는 역할을 하는 것을 알 수 있다. 또한 Cdx2가 없는 마우스에서도 배아 줄기 세포가 만들어질 수 있기 때문에, 이는 Cdx2는 내세포집단(ICM) 으로의 분화에 필수적이진 않다는 것을 알 수 있다.[8]

- Tead4 : Cdx2와 마찬가지로, Tead4는 전사 인자가 보편적[9](ubiquitous)으로 발현 되더라도 영양외배엽(TE) 기능에 필요하다. Tead4 가 없는 마우스(null mutant)도 마찬가지로 압축(compaction)을 하지만 포배강(blastocoel cavity)를 생성하지 못합니다. Cdx2-null 배아와 마찬가지로, Tead4-null 배아는 배아 줄기 세포를 만들 수 있으며 Tead4는 내세포집단(ICM) 분화에 필요하지 않음을 나타낸다.[10]  최근 연구에 따르면 Tead4가 영양외배엽(TE)에서 Cdx2를 상향 발현(upregulate)하는 데 도움이 될 수 있으며 그 전사 활성은 보조 활성 인자( coactivator ) Yap(yes-associated protein 1)가 있어야 한다는 것을 보여주었다.[11] 외부 세포 내에서의 Yap의 세포 내 위치(핵,세포질이냐)는 TE 분화(specificity)에 기여할 수 있는 반면, 내세포집단(ICM)는 인산화(phosphorylation)를 통해 Yap를 세포질에 격리한다.

이런 것들을 통해 전사 인자들은 이러한 양성 피드백을 통해 영양외배엽(TE) 또는 내세포집단(ICM) 분화에 기여한다. 이러한 분극화(polarization),분화는 8-16세포기에 시작된다.
정단면-하측면(apical-basolateral polarity)는 정단면(apical) 마커인  Par3, Par6 및 aPKC 와 마찬가지로 하측면(basal) 마커인 E-Cadherin을 통해 볼 수 있다.

압축(compaction)중에서 극성(polarity)의 확립은 배아의 내 외부 세포에 대한 환경에 따라 생성하는 것으로 생각된다. 결과적으로, 위의 전사 인자들의 확률적 발현은 외부 세포를 영양외배엽(TE) 운명으로, 내부 세포를 내세포집단(ICM) 운명으로 지정하는 피드백 루프로 증폭된다.
모델에서, 정점 환경 (apical environment)은 Cdx2를 활성화 시키며, Cdx2는 하위(downstream) 전사 인자 인 Elf5를 통해 자신의 발현을 상향 조절한다(양성피드백). 

3 번째 전사 인자인 Eomes와 함께 외부 세포에서 Oct4와 Nanog와 같은 다능성 유전자를 억제하는 역할을 한다.
따라서, 영양외배엽(TE)는 특정되고 구별된다. 그러나 이와 다른 안쪽 세포에서는 Cdx2 유전자를 활성화시키지 않고 Oct4, Nanog, Sox2를 높은 수준으로 발현된다.  이 유전자들은 Cdx2를 억제하고 내부 세포는 다능성을 유지하여 내세포집단(ICM)을 생성하고 결국에는 나머지 배아가 적절하게 분화하게 한다.

이런 이분법적인 유전자 상호작용은 마우스 배아의 난할구들을 내세포집단(ICM)과 영양외배엽(TE)로 분열시키는 것에 분명히 필요하지만, 이러한 피드백 고리의 개시는 논쟁의 여지가 있다.

확률적으로 또는 비대칭 성을 통해 시작되었는지 여부는 불분명하며, 요즘의 연구는 초기의 비대칭 마커를 밝히려 하고 있다.

예를 들어, 일부 연구는 장래의 동물과 식물 기둥과 관련하여 배아 발생 과정에서 처음 두 번의 분열이 궁극적인 특성 구분에 관련 짓고있다. 처음 두 번의 분열 과정에서 후성적 정보의 비대칭적인 분할과 이것이 일어나는 방향과 순서가 상실배 세포의 내부 또는 외부의 세포의 위치에 기여할 수 있다.

## 줄기 세포(stem cell)
포유류 배아의 내세포집단(ICM)으로부터 분리되고 배양 된 난할구들은 배아줄기세포로 알려져있다. 이 다능한 (pluripotent) 세포는 알맞게 조성 된 배지에서 자랄 때 줄기세포로써 성인 신체의 세 가지 배엽 (외배엽, 내배엽 및 중배엽) 모두를 만들 수 있다. 예를 들어, 전사 인자 LIF4는 마우스 배아 줄기(ES)세포가 체외에서 유지되는 데 필요하다. 난할구들(Blastomeres)은 초기 배반포(blastocyst)에서 분리 된 내세포집단(ICM)으로부터 분리할 수 있고, Oct4, Sox2 및 Nanog에 의해 유지되는 그들의 전사 발현은 줄기 세포 상태(undifferentiated state)를 유지하는데 도움을 준다.

포유류 배아가 발생하는 성질을 이용한 한 가지 이점은 내세포집단(ICM)의 분할구의 조작을 통한 녹아웃 마우스를 생성할 수 있다는 것이다.
마우스에서는 관심있는 유전자의 돌연변이를 배양 된 배아 줄기(ES) 세포에 바이러스 등을 통해(retrovirally) 도입 할 수 있으며, 그대로 배아 줄기(ES) 세포를 배아의 내세포집단(ICM)에 재 도입 할 수 있다.
그 결과 관심 있는 유전자의 돌연변이를 가진 배아 줄기(ES) 세포 일부가 포함된 키메라 마우스를 만들수 있다.
이러한 과정의 목적은 돌연변이 된 유전자를 생쥐의 생식 세포계에 도입하여(확률적으로) 그 자손이 관심 유전자의 하나 또는 둘 모두의 대립 유전자를 결실시키는 것이다. 유전 학자들은 포유류 시스템(in vivo)에서 유전자의 기능을 연구 할 때 이 내세포집단(ICM) 조작 기술을 널리 사용한다.
사람에서의 유전자 조작은 윤리적인 문제를 일으킬 수 있으며, 단일 세포 일 때 유전자 돌연변이를 일으키고 세포가 8세포기 이상 되었을 때 single cell sequencing 을 통해 원하는 배아를 얻을 수 있다.

## 참고 이미지

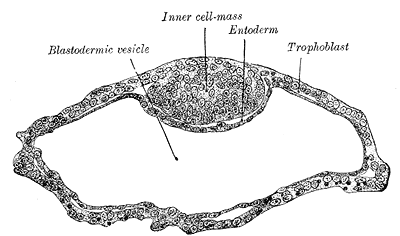
북방애기박쥐의 주머니배
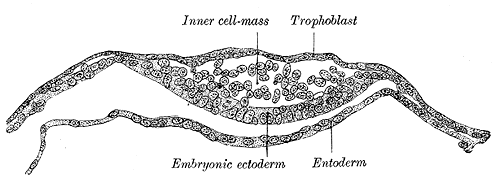
북방애기박쥐의 배아원반 단면

## 같이 보기
- 호메오박스